# Takafumi Ogura
Takafumi Ogura (小倉 隆史, Ogura Takafumi, Suzuka, 6 juli 1973) is een Japans voormalig voetballer die als aanvaller speelde.

## Carrière
Ogura begon zijn loopbaan als aanvaller in 1992 bij Nagoya Grampus Eight. In het seizoen 1993/94 werd hij door Excelsior gehuurd en in 31 wedstrijden scoorde hij 14 keer. Hierna keerde hij terug bij Nagoya Grampus Eight. Hij speelde verder voor JEF United Ichihara (2000), Tokyo Verdy (2001) en Consadole Sapporo (2002) voordat hij in 2003 bij Ventforet Kofu ging spelen waar hij in 2005 zijn loopbaan beëindigde.
In 1994 speelde hij ook vijf wedstrijden (één doelpunt) in het Japans voetbalelftal. In dat jaar kreeg hij een zware blessure en hij zou nooit meer zijn oude niveau halen. In 2000 (Feyenoord) en 2003 (Sparta Rotterdam en FC Utrecht) was hij op proef bij Nederlandse clubs maar kreeg geen contract aangeboden.
In 2016 werd hij aangesteld als trainer van Nagoya Grampus.

## Statistieken
| Japans voetbalelftal | Japans voetbalelftal | Japans voetbalelftal |
| Jaar                 | Wed.                 | Dlp.                 |
| -------------------- | -------------------- | -------------------- |
| 1994                 | 5                    | 1                    |
| Totaal               | 5                    | 1                    |